# Ballinamallard
Ballinamallard är en ort i Storbritannien.   Den ligger i riksdelen Nordirland, i den västra delen av landet, 600 km nordväst om huvudstaden London. Ballinamallard ligger 109 meter över havet och antalet invånare är 1 365.
Terrängen runt Ballinamallard är platt, och sluttar västerut. Runt Ballinamallard är det ganska tätbefolkat, med 58 invånare per kvadratkilometer. Närmaste större samhälle är Enniskillen, 7,1 km sydväst om Ballinamallard. Trakten runt Ballinamallard består i huvudsak av gräsmarker.